# Ordre de Parfaite Amitié
L'Ordre de Parfaite Amitié è un ordine cavalleresco creato nell'ambito del Principato di Thurn und Taxis (Torre e Tasso).

## Storia
L'Ordine venne creato durante il regno del principe Alessandro Ferdinando di Thurn und Taxis come ordine dinastico e meritorio della casa principesca. Il principe Carlo Anselmo, successivamente, riformò l'Ordine. Con l'abolizione dei principati della Confederazione del Reno, con documento federale del 12 luglio 1806, questo ordine divenne solo dinastico ed è ancora concesso dal Capo della famiglia sino ai giorni nostri ad illustri uomini che abbiano compiuto i 18 anni di età.

## Insegne
La medaglia dell'ordine consiste in una croce di Malta smaltata di bianco. Tra le braccia della croce, si alternano una torre ed un leone, simboli della casata dei Thurn und Taxis. Sulle braccia stesse della croce, si trova inciso il motto dell'Ordine "VINCULUM AMICITIÆ" ("Catena per l'amicizia"). Nel medaglione centrale, smaltato di rosso, si trovano le iniziali del riformatore dell'Ordine "C A" (Carlo Anselmo) e sul retro, smaltato di blu, l'iniziale "A" per Alberto (altro riformatore dell'Ordine).
La medaglia è sostenuta al nastro tramite una corona principesca in oro.
Il nastro è azzurro.

## Fonti
- Dr. Kurt Gerhard Klietmann: Ordenskunde – Beiträge zur Geschichte der Auszeichnungen Nr. 1, Verlag Die Ordens-Sammlung, Berlin 1958
- J.B. Mehler: Das fürstliche Haus Thurn und Taxis in Regensburg, Habbel-Verlag, Regensburg 1898